# Гузов, Дмитрий
Дмитрий Гузов (род. 21 июня 1974) — российский легкоатлет, специалист по бегу на короткие дистанции. Выступал на профессиональном уровне в 1995—2002 годах, победитель и призёр первенств всероссийского значения, участник ряда крупных международных стартов, в том числе чемпионата мира в помещении в Париже и Всемирной Универсиады в Сицилии. Представлял Иркутскую область.

## Биография
Дмитрий Гузов родился 21 июня 1974 года. Занимался лёгкой атлетикой в Иркутске.
Впервые заявил о себе в сезоне 1995 года, когда на чемпионате России в Москве с командой Иркутской области выиграл серебряную медаль в эстафете 4 × 400 метров.
В 1997 году вошёл в состав российской сборной и выступил на чемпионате мира в помещении в Париже — стартовал на предварительном квалификационном этапе эстафеты 4 × 400 метров вместе с соотечественниками Дмитрием Беем, Дмитрием Косовым и Дмитрием Головастовым, благополучно прошёл квалификацию, после чего в финале россияне стали четвёртыми. Также в этом сезоне в беге на 400 метров завоевал бронзовую награду на Мемориале братьев Знаменских в Москве. Будучи студентом, представлял страну на Всемирной Универсиаде в Сицилии — здесь в программе эстафеты 4 × 400 метров стал пятым.
В 1998 году стартовал на зимнем чемпионате России в Москве, получил серебро на Мемориале Косанова в Алма-Ате.
В 2000 году в дисциплине 400 метров занял восьмое место на соревнованиях в Екатеринбурге.
В 2001 году выступил на зимнем чемпионате России в Москве, закрыл десятку сильнейших на летнем чемпионате России в Туле.
В 2002 году был десятым на чемпионате Москвы, стартовал на чемпионате России среди военнослужащих. По окончании сезона завершил спортивную карьеру.